# Royal Cosun
Royal Cosun (Koninklijk Coöperatie Cosun U.A.) est un groupe agro-alimentaire néerlandais au statut de coopérative dont l'activité consiste à transformer des matières premières agricoles en produits alimentaires et ingrédients pour l'industrie alimentaire, la restauration et le commerce de détail, ainsi qu'en produits pour l'alimentation animale et l'industrie non-alimentaire. Ses principales marques commerciales sont Suiker Unie, Van Gilse et Aviko.
Royal Cosun regroupe environ 9500 agriculteurs adhérents, emploie environ 3400 salariés et réalise un chiffre d'affaires annuel d'environ 1,9 milliard d'euros.
Le siège social est situé à Breda (Pays-Bas).

## Histoire
En 1999, à l'occasion de son centenaire, l'entreprise a acquis le droit d'utiliser le prédicat Koninklijk (royal) et a été rebaptisée « Royal Cosun ».
En avril 2007, Cosun acquiert CSM Suiker pour 202 millions d'euros.

## Filiales
- Suiker Unie : sucre et dérivés extraits de la betterave à sucre.
- Aviko : produits transformés de pomme de terre, chips et spécialités surgelées et fraiches.
- Sensus : production d'inuline et d'oligofructose à partir de chicorée.
- SVZ[2] : concentrés et purées de fruits et légumes pour l'industrie alimentaire.
- At Duynie : valorisation de coproduits organiques de l'industrie alimentaire, y compris du groupe Cosun.
- Cosun Biobased Products : ingrédients spéciaux pour l'industrie non alimentaire.
- Cosun Food Technology Centre : centre d'expertise sur les processus technologiques et le développement de nouveaux produits.